# Dar es Salaam (vùng)
Dar es Salaam là một vùng của Tanzania. Thủ phủ của vùng Dar es Salaam đóng tại Dar es Salaam. Vùng Dar es Salaam có diện tích 1393 ki lô mét vuông. Đến thời điểm điều tra dân số ngày 25 tháng 8 năm 2002, vùng Dar es Salaam có dân số 2497940 người. Vùng này gồm có các huyện: Kinondoni, Ilala, và Temeke.